# Claudia Bobocea

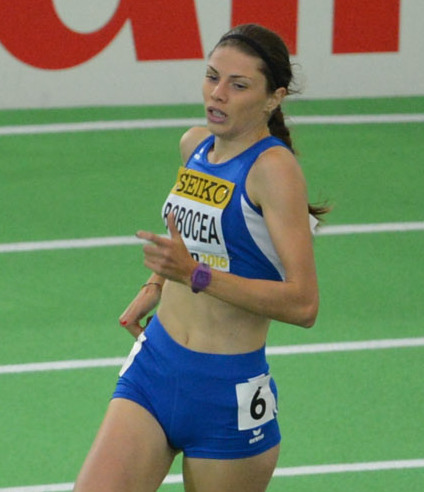
La CM în sală din 2016

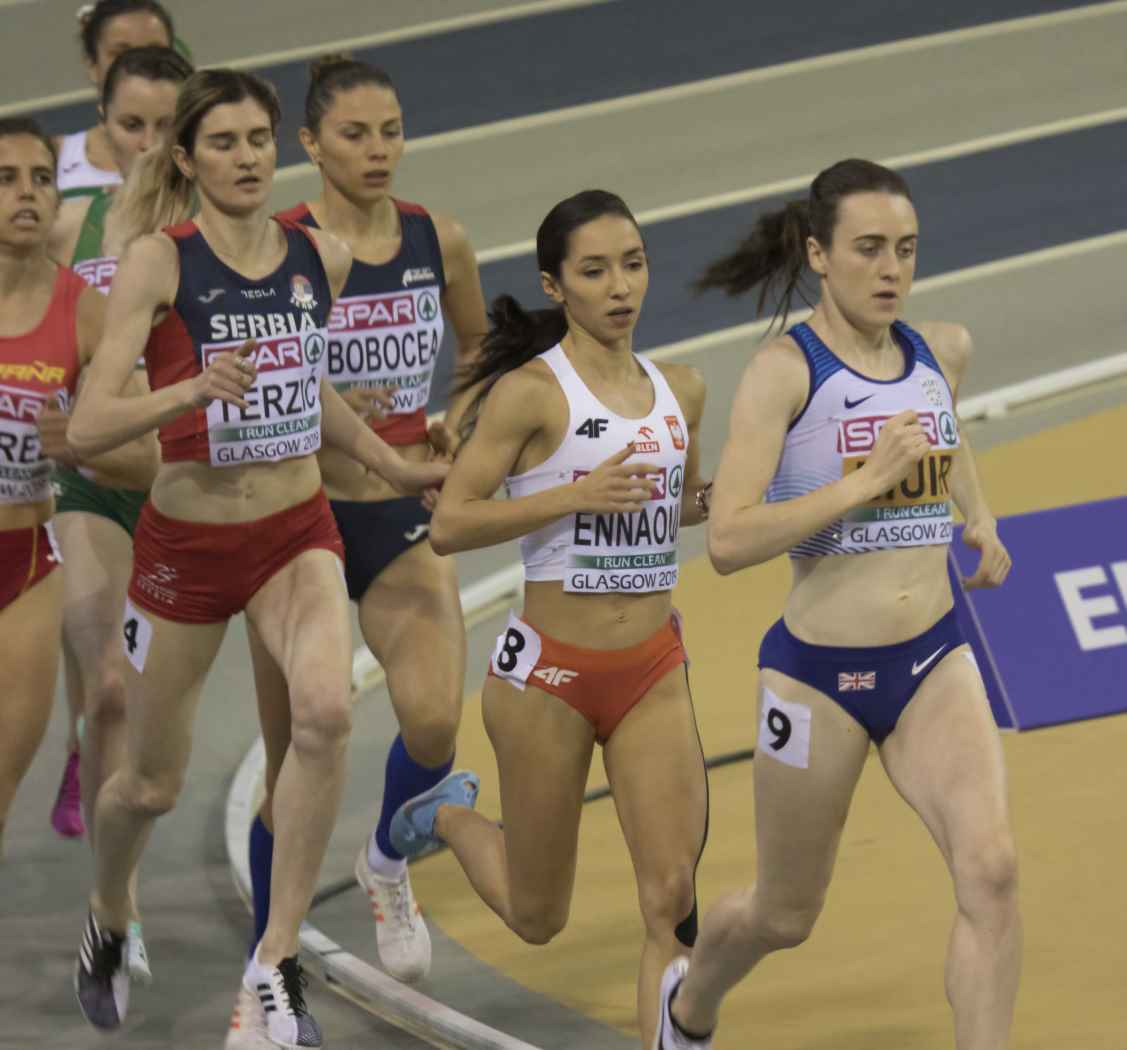
La CE în sală din 2019

Claudia Mihaela Bobocea (n. 11 iunie 1992, București, România) este o atletă română specializată în alergare de semifond.

## Carieră
A început să practice atletismul de performanță în anul 2007 la CSȘ Ilfov, sub îndrumarea lui Anghel Valentin, apoi s-a legitimat la CS Farul în paralel cu studiile la Facultatea de Educație Fizică și Sport a Universității „Ovidius” din Constanța.
În anul 2014 s-a clasat pe locul 4 cu echipa feminină a României la proba de 4×1500 m din cadrul Campionatului Mondial de Ștafete (IAAF World Relays) de la Nassau. În octombrie din același an s-a transferat la CSM Sfântu Gheorghe. A participat la Universiada de vară din 2015 de la Gwangju, unde a terminat ultima (locul 12) în finala probei de 1500 m. În anul 2016, timpul de 4:09,64 realizat în Luxemburg i-a obținut calificarea la Campionatul Mondial de Atletism în sală de la Portland, dar nu a putut ajunge în finala probei de 1500 m.
În iunie 2016 și-a îndeplinit baremul de calificare pentru proba de 800 m la Jocurile Olimpice din 2016 de la Rio de Janeiro cu un timp de 2:01,49, recordul său personal, realizat la Gouden Spike din Leiden.
În anul 2019 s-a clasat pe locul 7 la Campionatele Europene de Atletism în sală de la Glasgow în proba de 1500 m. În 21 mai 2019 și-a îndeplinit baremul pentru Campionatul Mondial de la Doha cu un timp de 4:05,10, stabilind un nou record personal. Două luni mai târziu a reușit un timp de 4:02,27 la meeting-ul de la Londra, îndeplinind baremul de calificare pentru Jocurile Olimpice din 2020 de la Tokio.
La Campionatul Mondial în sală din 2022 sportiva s-a clasat pe locul 9. În același an a ocupat locul 11 la Campionatul European de la München. În februarie 2023, a stabilit un nou record național la 1000 m în sală cu timpul de 2:35,35 minute, depășind performanța Doinei Melinte. O săptămână mai târziu a cucerit medalia de argint la 1500 m la Campionatul European în sală de la Istanbul în urma recordmenei Laura Muir, reușind cel mai bun timp din carieră, 4:03,76 minute. În același an a câștigat medalia de aur la Jocurile Europene.

## Realizări
| An   | Competiție                               | Locație                    | Loc | Eveniment  | Note     |
| ---- | ---------------------------------------- | -------------------------- | --- | ---------- | -------- |
| 2011 | Campionatul European de Juniori (sub 20) | Tallinn, Estonia           | 20  | 800 m      | 2:12,90  |
| 2013 | Campionatul European de Tineret (sub 23) | Tampere, Finlanda          | 9   | 1500 m     | 4:20,39  |
| 2014 | Campionatul Mondial de Ștafete           | Nassau, Bahamas            | 6   | 4 × 800 m  | 8:23,12  |
| 2014 | Campionatul Mondial de Ștafete           | Nassau, Bahamas            | 4   | 4 × 1500 m | 17:51,48 |
| 2015 | Campionatul European în sală             | Praga, Cehia               | 18  | 3000 m     | 9:27,82  |
| 2015 | Universiada                              | Gwangju, Coreea de Sud     | 12  | 1500 m     | 4:31,27  |
| 2016 | Campionatul Mondial în sală              | Portland, Statele Unite    | 15  | 1500 m     | 4:12,38  |
| 2016 | Campionatul European                     | Amsterdam, Olanda          | –   | 800 m      | NT       |
| 2016 | Campionatul European                     | Amsterdam, Olanda          | 19  | 1500 m     | 4:18,98  |
| 2016 | Jocurile Olimpice                        | Rio de Janeiro, Brazilia   | 51  | 800 m      | 2:03,75  |
| 2017 | Campionatul European în sală             | Belgrad, Serbia            | 16  | 1500 m     | 4:16,98  |
| 2017 | Campionatul Mondial                      | Londra, Marea Britanie     | 35  | 1500 m     | 4:11,20  |
| 2017 | Universiada                              | Taipei, Taiwan             | 11  | 1500 m     | 4:22,85  |
| 2018 | Campionatul Mondial în sală              | Birmingham, Marea Britanie | 25  | 1500 m     | 4:24,60  |
| 2018 | Campionatul Mondial în sală              | Birmingham, Marea Britanie | 13  | 3000 m     | 9:23,70  |
| 2018 | Campionatul European                     | Berlin, Germania           | 22  | 1500 m     | 4:16,20  |
| 2019 | Campionatul European în sală             | Glasgow, Marea Britanie    | 6   | 1500 m     | 4:13,40  |
| 2019 | Campionatul Mondial                      | Doha, Qatar                | 24  | 1500 m     | 4:18,25  |
| 2021 | Campionatul European în sală             | Toruń, Polonia             | 18  | 1500 m     | 4:18,00  |
| 2021 | Jocurile Olimpice                        | Tokio, Japonia             | 33  | 1500 m     | 4:09,19  |
| 2022 | Campionatul Mondial în sală              | Belgrad, Serbia            | 9   | 1500 m     | 4:09,64  |
| 2022 | Campionatul European                     | München, Germania          | 11  | 1500 m     | 4:07,74  |
| 2023 | Campionatul European în sală             | Istanbul, Turcia           | 2   | 1500 m     | 4:03,76  |
| 2023 | Jocurile Europene                        | Chorzów, Polonia           | 1   | 1500 m     | 4:11,10  |
| 2023 | Campionatul Mondial                      | Budapesta, Ungaria         | 27  | 800 m      | 2:00,54  |
| 2023 | Campionatul Mondial                      | Budapesta, Ungaria         | 29  | 1500 m     | 4:06,07  |
| 2024 | Campionatul Mondial în sală              | Glasgow, Marea Britanie    | 23  | 800 m      | 2:04,03  |
| 2024 | Campionatul Mondial în sală              | Glasgow, Marea Britanie    | –   | 1500 m     | NT       |

## Recorduri personale
| Probă          | Performanță | Dată              | Locație    |
| -------------- | ----------- | ----------------- | ---------- |
| 800 m          | 2:00,54     | 23 august 2023    | Budapesta  |
| 1500 m         | 4:01,10     | 31 mai 2022       | Ostrava    |
| 3000 m         | 8:55,34     | 20 mai 2018       | Osaka      |
| 800 m în sală  | 2:04,03     | 1 martie 2024     | Glasgow    |
| 1000 m în sală | 2:35,35 RN  | 25 februarie 2023 | Birmingham |
| 1500 m în sală | 4:03,76     | 4 martie 2023     | Istanbul   |
| 3000 m în sală | 8:47,59     | 8 februarie 2019  | Madrid     |

## Legături externe
Materiale media legate de Claudia Bobocea la Wikimedia Commons
- Claudia Bobocea la Comitetul Olimpic și Sportiv Român (arhivat)
- en Claudia Bobocea la World Athletics
- en Claudia Bobocea la Olympedia.org
- en  Claudia Mihaela Bobocea la athleticspodium.com
- en  Claudia Bobocea Arhivat în 13 august 2021, la Wayback Machine. la olympics.com